# Stella Gibbons
Stella Dorothea Gibbons, född 5 januari 1902 i London, död där 19 december 1989, var en engelsk författare, journalist och poet. Hon gjorde sig ett namn med sin debutroman Cold Comfort Farm, en burlesk tolkning av den dåtida landsbygdsromanen som sedan publiceringen 1932 blivit föremål för en mängd återutgivningar.
Även om hon var aktiv som författare i ett halvt sekel, har ingen av hennes 22 senare böcker – inklusive en fortsättning på Cold Comfort Farm – nått samma status hos kritiker och den allmänna publiken. De flesta av hennes böcker var utgångna sedan länge, när hennes skrivande i början av 2000-talet fick uppleva lite av en ny renässans.

## Biografi

### Bakgrund
Gibbons, äldsta barnet av tre till en London-läkare, fick uppleva en turbulent och ofta olycklig barndom. I försök att undfly vardagsmisären berättade hon fantastiska sagor och berättelser för sina två yngre bröder. I slutet av en relativt händelsefattig studietid, där hon inledningsvis fick skolning i hemmet och därefter studerade vid North London Collegiate School for Girls, utbildade hos sig till journalist vid University College.
Därefter kom hon att arbeta som reporter och krönikör för bland annat Evening Standard och tidskriften The Lady. Hon arbetade en tid för British United Press som en telegrambearbetare, och under åren 1923–1933 arbetade hon bland annat som teater- och litteraturkritiker, reporter och modeskribent.

### Författande
1930 kom hennes första bok, en diktsamling som rönte gott mottagande. Under hela sin karriär betraktade hon sig i första hand som poet och inte som romanförfattare.
Med sin debutroman Cold Comfort Farm slog hon igenom på en gång. Den var en satir runt den samtidiga "loam and lovechild"-genren med landsbygden som miljö och visade upp mellankrigstidens ras- och klassamhjälle. Den visade fram sina figurer som i en skrattspegel, med en mängd kulturkrockar och excentriska inslag med arroganta Londonbor, "efterblivna" bönder, helvetespredikanter, naiva ungmör, sexualiserade ungkarlar och galna kvinnor på vinden (jämför The Madwoman in the Attic).
Gibbons senare romaner utspelades dock i den medelklassmässiga förortsvärld som hon var personligen bekant med. Kritikerna ansåg att böckerna inte var mycket mer än tidningsnoveller. Där fanns dock Westwood; or, The Gentle Powers (1946) och Here Be Dragons (1956), två verk som ägnar sig åt en ung kvinnans desillusionering och utbildning, vid sidan av The Charmers och The Woods in Winter (1965) respektive 1970). Vid sidan av en mängd poesi lät hon publicera fyra novellsamlingar.

### Stil och eftermäle
Gibbons blev 1950 medlem av Royal Society of Literature. Hennes berättarstil har uppskattats av kritikerna för sin charm, vassa humor och beskrivande språk, och hon har jämförts med Jane Austen. Framgången med Cold Comfort Farm kom att prägla hennes liv, och tröttnade till slut på att ständigt bli förknippad med en och samma bok. Hennes skrivande har inte blivit en etablerad del av den engelska litteraturen, enligt vissa på grund av hennes medvetna distansering från litteraturvärlden och hennes tendens att driva med densamma.

### Romaner
- Cold Comfort Farm. London: Longmans. 1932. OCLC 488370934.
- Bassett. London: Longmans. 1934. OCLC 1268745.
- Enbury Heath. London: Longmans. 1935. OCLC 771331617.
- Miss Linsey and Pa. London: Longmans. 1936. OCLC 771331622.
- Nightingale Wood. London: Longmans. 1938. OCLC 855282998. https://archive.org/details/in.ernet.dli.2015.474273.
- My American. London: Longmans. 1939. OCLC 3352997.
- The Rich House. London: Longmans. 1941. OCLC 4598606.
- Ticky. London: Longmans. 1943. OCLC 3349161.
- The Bachelor. London: Longmans. 1944. OCLC 3656831.
- Westwood, or The Gentle Powers. London: Longmans. 1946. OCLC 560579821.
- The Matchmaker. London: Longmans. 1949. OCLC 752953786.
- Conference at Cold Comfort Farm. London: Longmans 1949. OCLC 2550483.
- The Swiss Summer. London: Longmans. 1951. OCLC 3347559.
- Fort of the Bear. London: Longmans. 1953. OCLC 1268712.
- The Shadow of a Sorcerer. London: Hodder and Stoughton. 1955. OCLC 3298907.
- Here Be Dragons. London: Hodder and Stoughton. 1956. OCLC 3356228.
- White Sand and Grey Sand. London: Hodder and Stoughton. 1958. OCLC 4590193.
- A Pink Front Door. London: Hodder and Stoughton. 1959. OCLC 5755768.
- The Weather at Tregulla. London: Hodder and Stoughton. 1962. OCLC 3372249.
- The Wolves Were in the Sledge. London: Hodder and Stoughton. 1964. OCLC 5755731.
- The Charmers. London: Hodder and Stoughton. 1965. OCLC 560578870.
- Starlight. London: Hodder and Stoughton. 1967. OCLC 560579737.
- The Snow Woman. London: Hodder and Stoughton. 1968. ISBN 0-340-04264-8.
- The Woods in Winter. London: Hodder and Stoughton. 1970. ISBN 0-340-10570-4.
- Pure Juliet (formerly An Alpha ). London: Vintage Classics. 2016. ISBN 978-1-78487-027-0. https://archive.org/details/purejuliet0000gibb.
- The Yellow Houses. London: Vintage Classics. 2016. ISBN 978-1-78487-028-7.

### Novellsamlingar
- Roaring Tower and other stories. London: Longmans. 1937. OCLC 6705456.
- Christmas at Cold Comfort Farm and other stories. London: Longmans. 1940. OCLC 771331616.
- Beside the Pearly Water. London: Peter Nevill. 1954. OCLC 6922440.

### Barnböcker
- The Untidy Gnome. London: Longmans. 1935. OCLC 560579789.

### Poesi
- The Mountain Beast. London: Longmans. 1930.
- The Priestess and other poems. London: Longmans. 1934. OCLC 7123475.
- The Lowland Venus. London: Longmans. 1938. OCLC 10421672.
- Collected Poems. London: Longmans. 1950. OCLC 3372203.